# Ursula Küper
Ursula Küper, född 28 november 1937 i Berlin, är en tysk före detta simmare.
Küper blev olympisk bronsmedaljör på 4 x 100 meter medley vid sommarspelen 1960 i Rom.